# Belica (obwód sofijski)
Belica (bułg. Белица) – wieś w Bułgarii, w obwodzie sofijskim, w gminie Ichtiman. Według danych szacunkowych Ujednoliconego Systemu Ewidencji Ludności oraz Usług Administracyjnych dla Ludności, 15 września 2022 roku miejscowość liczyła 147 mieszkańców.

## Historia
Wieś Belica powstała w 2001 roku w wyniku połączenia osad Sredisztna, Suewci i Grozdewci.
W pobliżu wsi znajduje się pomnik nagrobny Wasiła Ikonomowa. Co roku około 20 czerwca anarchiści z całego kraju zbierają się, aby uczcić jego pamięć.

## Osoby związane z miejscowością

### Urodzeni
- Władimir Zelengorow (1910–1991) – bułgarski pisarz